# Vela X-1
Vela X-1 (Vel X-1) és un sistema binari compost per un púlsar -una estrella de neutrons - i una estrella massiva, formant una binària d'alta massa emissora de raigs X. Està situada en el si de la constel·lació de la Vela, sent la seva font més brillant de raigs X. L'estrella acompanyant, HD 77581 (SAO 220.767 / HIP 44.368), és relativament brillant -magnitud aparent + 6,93-, sent coneguda des de fa més d'un segle. No obstant això, la seva naturalesa com binària de raigs X va ser revelada molt més tard, en els albors de l'astronomia de raigs X. Vela X-1 va ser descoberta com a font de raigs X pel satèl·lit artificial Uhuru en 1971.

## Components de sistema
HD 77581 és una supergegant blava de tipus espectral B0Ia que s'hi troba a una distància aproximada de 2 kiloparsecs, uns 6.500 anys llum. El seu diàmetre és 30 vegades més gran que el del Sol i té una massa de 23 masses solars. La separació entre la supergegant i l'estrella de neutrons és de només 1,7 vegades el radi de la primera, sent el període orbital de 8.964 dies. Quan la supergegant passa per davant de l'estrella de neutrons es produeix un eclipsi en l'emissió de raigs X d'uns dos dies de durada. El parell constitueix una binària eclipsant rebent la denominació d'estrella variable GP Velorum; així mateix, la supergegant és una variable Alfa Cygni.
L'emissió de raigs X per part del púlsar es genera per la captura i acreixement de matèria procedent del vent estel·lar de l'estrella supergegant. La massa de l'estrella de neutrons és de almenys 1,88 ± 0,13 masses solars. El seu període de rotació és de prop de 283 s, fluctuant de manera erràtica al voltant d'aquest valor. Aquesta elevada xifra per al període de rotació d'un púlsar és característic de binàries de raigs X d'alta massa; la matèria acrescuda per l'objecte compacte, provinent de l'vent estel·lar de l'acompanyant, no aporta moment cinètic al púlsar i, per tant, no permet accelerar la seva rotació.
Vela X-1 presenta un marcat interès en l'estudi de les estrelles de neutrons, ja que la seva massa pot ser avaluada d'una manera relativament fiable, sent una de les més altes conegudes -prop de 1,7 masses solars. Això ha permès excloure certs models de l'estructura interna en estrelles de neutrons, que prediuen una massa màxima inferior a 1,7 masses solars.

Vela X-1 no s'ha de confondre amb el radio púlsar aïllat Vela X .